# قرية البرود التراثية
قرية البرود قرية تراثية تقع في منطقة السر في عالية نجد وهي تتبع مركز ساجر التابع لمحافظة الدوادمي التي تبعُد عن العاصمة الرياض حوالي 330 كلم.

## تاريخ القرية
بلدة البرود تعتبر من أقدم القرى عمرانياً في منطقة السر، في العهود الأخيرة وكانت كغيرها من بلدان نجد لها قدم المسارعة في الانضواء تحت لواء الأئمة من آل سعود في المناصرة وصدق الولاء وقوة التمسك بالدعوة، ومن الحوادث التاريخية التي مرت بها هذه البلدة هو صدرها لغزو الشريف غالب بن مساعد والذي جهز جيشاً بقيادة اخوه لغزو الدولة السعودية الأولى.

## البناء
يحيط بالقرية عدد من المزارع والبيوت السكنية الحديثة، وتتكون من بيوت طينية قديمة ومسجد وبرج وسور للقرية. وتتبع أسلوب ونمط بناء القرى التقليدية في منطقة نجد، وهو النمط العمراني التقليدي القديم والمتلائم مع البيئة الحارة، حيث تتلاصق البيوت وتتجاور ويفصل بينها أزقة ضيقة وتتميز بأنها ذات طابع بسيط، مع وجود زخارف وحليات جصية وطينية تزين البيوت من الداخل والخارج، وقد اعتمد أسلوب البناء بشكل أساسي على مواد البناء المتوفرة محلياً في الطبيعة والتي أساسها الطين والحجارة والجص وجذوع الأثل وسعف وجريد النخيل. وتتكون معظم مباني القرية من دور أو دورين، وتنعكس أساليب العمارة التقليدية في النمط المعماري للمنزل ومكوناته من مجالس الرجال وغرف النوم والروشن والمطبخ والفناء الداخلي المحاط برواق محمول على أعمدة والذي يعرف باسم المصباح، وكذلك العناصر المعمارية كالطرمة والسماوة والوجار والكمار، والأبراج الأسطوانية التي تستخدم للمراقبة والرصد.

### مكونات الموقع
- أساسات من الحجر.
- الأسقف خشبية مصنوعة من خشب الاثل مغطى بسعق النخيل ويعلوه طبقة من خليط الطين والتبن.
- المباني مغطاة بطبقة من لياسة خارجية من خليط الطين التبن.
- تعلو فتحات الشبابيك والأبواب أعتاب خشبية تحمل بقية الحائط أعلاه.
- تتنوع ارتفاع المباني من طابق واحد وطابقين بإرتفاع تقريبي يبدأ من 3.5 إلى 7م شامل ارتفاع الدروة.[1]